# Parafia Matki Bożej Wspomożenia Wiernych w Kutnie
Parafia pw. Matki Bożej Wspomożenia Wiernych w Kutnie – rzymskokatolicka parafia należąca do dekanatu Kutno – św. Michała Archanioła w diecezji łowickiej. Leży w dzielnicy (dawnej wsi) Dybów.
Utworzona 28 lutego 1988 przez arcybiskupa warszawskiego Józefa Glempa. Od 1993 parafię prowadzą księża pallotyni.
Kościół według projektu Józefa Żołądkiewicza został zbudowany w latach 1989–1995. Świątynia została poświęcona w 1995, a w 2013 konsekrowana.
Parafia liczy 3309 wiernych.

## Zasięg parafii
Do parafii należą wierni mieszkający w zachodniej części Kutna oraz w miejscowościach: Adamów, Florek, Gołębiewek Nowy, Gołębiewek Stary i Krzesinówek.